# ۱٬۳-سیکلوهگزادین
۱٬۳-سیکلوهگزادین (به انگلیسی: 1,3-Cyclohexadiene) با فرمول شیمیایی C۶H۸ یک ترکیب شیمیایی با شناسه پاب‌کم ۱۱۶۰۵ است؛ که جرم مولی آن 80.13 g/mol می‌باشد. شکل ظاهری این ترکیب، مایع بی‌رنگ است.

## سنتز
سیکلوهگزادین از دی هیدروبرومیناسیون 1،2-دیبروموسیکلو هگزان تهیه می شود.